# 卡巴特尼亞
49°1′26″N 29°14′29″E / 49.02389°N 29.24139°E
卡巴特尼亞（烏克蘭語：Кабатня），是烏克蘭西南部的村莊，隸屬文尼察州的文尼察區。該村始建於1650年，面積1.04平方公里，海拔高度246米，2001年人口214。